# René Bloch (Mediziner)
René Bloch (* 14. Februar 1937 in Basel) ist ein Schweizer Psychiater und Psychotherapeut.

## Leben
Bloch studierte Medizin, absolvierte 1965 das Staatsexamen und promovierte 1965 an der Universität Basel. 1973 erlangte er den Titel eines Facharztes für Psychiatrie und Psychotherapie. Im selben Jahr schlug er ein Angebot zur Habilitation an der Universität Mannheim aus.
Bloch trat in zahlreichen Artikeln seit 1985 für eine massvolle Anwendung von Psychopharmaka, vor allem Antidepressiva, ein. Er plädierte für eine exaktere, wissenschaftlich besser fundierte Anwendung des Depressionsbegriffs. Zu seiner kritischen Haltung gelangte er, als er von 1969 bis 1974 als Assistenzarzt in der Psychiatrischen Klinik Münsterlingen arbeitete, durch die Beobachtung der heute umstrittenen Tätigkeit des Klinikdirektors Roland Kuhn, des Entdeckers der Imipramin-Wirkung.
Der von Bloch zwischen 1966 und 1971 entwickelte Mehrdimensionale Zeichentest hat vor allem in der Tschechoslowakei und Ungarn Anwendung gefunden.
2014 und 2017 erschienene Arbeiten befassen sich mit der unaufhaltsamen Progression der durch den Menschen bewirkten Veränderungen der Gleichgewichte in der Natur und den Einfluss der Dominanz der Technik auf die psychische Gesundheit. 2017 wird der Frage nachgegangen, wodurch die insuffiziente Reaktion der Gesellschaft gegenüber einer zunehmende Bedrohungssituation durch die Zerstörung der Umwelt und Aufrüstung zu erklären wäre. Mit einer Anpassung psychotherapeutischer Methodik an die aktuellen ätiologischen Faktoren, die im Umfeld des Patienten lokalisiert werden, soll ein neues psychotherapeutisches Paradigma eingeführt werden.

## Schriften
- Sucht und Todestriebe. Benteli, Bern 1966 (Dissertation, Universität Basel, 1965)
- Bild und Persönlichkeit. Der Mehrdimensionale Zeichentest (MDZT). Hrsg. von René Bloch unter Mitarbeit von Ubald Meier und Paul Schmidt. Hans Huber, Bern/Stuttgart/Wien 1971, ISBN 3-456-30426-9.
- Über die Beziehungen zwischen Variablen des Mehrdimensionalen Zeichentests und physiologischen Variablen. In: Schweizerische Zeitschrift für Psychologie und ihre Anwendungen. Bd. 33 (1974), H. 2, S. 146–172.
- Objektive Depressionsdiagnostik mit dem MDZT. Der Mehrdimensionale Zeichentest auf dem Wege zur biologischen Erkennung der Depressionen” In: Der informierte Arzt, Gazette Médicale. 1985, H. 20, S. 22–29.
- Psychiatrie im Übergang oder Niedergang? In: Neue Zürcher Zeitung. 30. September 1987, S. 136.
- Droht uns die totale Psychiatrie? Das Geschäft mit dem Psychoboom. Walter, Olten/Düsseldorf 1988, ISBN 3-530-07840-9.
- Fortschritte und Gefahren der Medikamente in der Psychiatrie. In: Schweizerische Ärztezeitung. Bd. 70 (1989), H. 44, S. 1861–1867.
- Psychiatrisches Krankheitsverständnis und Klassifizierung der Depressionen.In: Schweizerische Ärztezeitung. Bd. 71 (1990), H. 19.
- Drei Studien zum Mehrdimensionalen Zeichentest (MDZT). In: Dynamische Psychiatrie. Bd. 46 (2013), H. 1.
- Psychotherapie als kulturelles Phänomen. In: Schweizerische Ärztezeitung. 2014;95: 11.
- Die Psychagogische Psychotherapie. Ein Denkmodell für das 21. Jahrhundert. Verlagshaus der Ärzte, Wien 2014, ISBN 978-3-99052-084-0.
- Die Verleugnung als medizinisches und soziales Phänomen. In: Psychologie in Österreich. Bd. 36 (2016), H. 5, S. 344–349 (Abstract).
- Destruktionstrieb und Transzendenz. Die Gefährdung der Schöpfung und die Stellung des Menschen. Königshausen & Neumann 2017, ISBN 978-3-8260-6171-4